# Rouran
Rouran (Żoużanie), chiń. 柔然, (albo Ruanruan/Ruru, chiń. 蠕蠕, dosł. „Rojące się robactwo”) – lud koczowniczy zamieszkujący pierwotnie w Azji, na północnych granicach Cesarstwa Chińskiego, między Tienszanem a Wielkim Chinganem, oraz utworzona przez niego konfederacja. 

## Etnogeneza
Pochodzenie etniczne Rouran jest sporne. Być może powstali z różnych elementów: zbiegów, niewolników, uciekinierów ze wsi chińskiej i różnych ord Wielkiego Stepu, których połączył wspólny los. Ich pierwszy władca, Yujiulü Mugulü, był niewolnikiem, następnie kawalerzystą Xianbei, wreszcie skazańcem, któremu przed wykonaniem wyroku udało się zbiec w góry. Tam wokół niego zebrali się inni zbiegowie, do których później przyłączyli się poszczególni nomadzi z rodzinami i tak powstała ich orda.

## Dzieje polityczne
Rouran koczowali głównie na terenach obecnej Chałchy (Mongolii Północnej); ich wodzowie rezydowali u podnóży gór Changaj. Największe znaczenie Rouran osiągnęli w okresie między połową IV a połową VI wieku, kiedy trudnili się głównie najazdami na Cesarstwo Chińskie. 
W 338 r. n.e. narzucili zwierzchność koczowniczym Telesom (przodkowie obecnych Jakutów, Ujgurów i Telengitów), a w l. 418–441 podporządkowali sobie plemiona Hu i Yuezhi. Na początku trzeciego dziesięciolecia V w. n.e. stali się gospodarzami na Wielkim Stepie, ale mieli silnego przeciwnika w postaci cesarstwa Północnej dynastii Wei, założonej przez plemię Tuoba. Od 470 r. rozpoczął się zmierzch ich potęgi, choć nie gwałtowny. Najbardziej osłabiło Rouran odejście Telesów, którzy w dolinie Irtyszu założyli własne quasi-państwo Gaoche (dosł. „Wysoki Wóz”), stając się sojusznikami Północnej Dynastii Wei, a tym samym wrogami Rouran. Osłabieni prosili o pokój Tuoba, składając propozycje uznania zwierzchności cesarstwa. W 508 r. Tuoba i Telesowie rozbili ich państwo, ale już w 516 r. nowy władca Rouran, Chounu wziął rewanż na Telesach, a z czaszki ich wodza Miwotu kazał sporządzić sobie puchar. Resztki Telesów zbiegły do Heftalitów, zaś cesarstwo Północnej Dynastii Wei uznało Rouran za lud wasalny.
Jednak niebawem doszło do sporów wśród zwycięzców. W 520 r. Chounu został zamordowany przez matkę, która w ten sposób pomściła śmierć wnuka, zaduszonego na rozkaz ojca wskutek intryg młodej żony Chounu. Podczas tych zamieszek wszyscy pretendenci do tronu rourańskiego znaleźli się w rękach Tuoba. Jeden z nich, Anagui, syn poprzedniego władcy, zniósł zależność chińską i odbudował potęgę ludu Rouran. W 525 r. Anagui pomógł Wei stłumić powstania w warowniach nadgranicznych. Po tym wydarzeniu jego pozycja urosła na tyle, że w 532 r. wysłał na dwór cesarski poselstwo z prośbą o rękę księżniczki Wei dla syna. Wykorzystując rozpad Północnej Dynastii Wei na części Zachodnią i Wschodnią (534 r.) Rouran zniszczyli ostatecznie w 540 r. państwo Telesów. 
Kres hegemonii Rouran na stepach azjatyckich położyli zależni od nich Turkuci, początkowo zamieszkujący góry Ałtaju i specjalizujący się w wytwarzaniu żelaznej broni z miejscowych surowców, z której składali im daniny. 
W 536 r. władca Turkutów, Bumyn (lub Tumyn), przeprowadził udany atak na Telesów, którzy wyruszyli przeciwko Rouran, co umocniło jego autorytet na tyle że cesarstwo Zachodniej Dynastii Wei wysłało do niego poselstwo (data sporna: 535 lub 545 r.). Bumyn sądząc, że jego pozycja jest już wyjątkowo silna wysłał do Anagui posłów z prośbą o rękę jego córki. Spotkał się jednak z odmową i przypomnieniem, że jest tylko „wytapiaczem”, więc nie może występować z taką propozycją. Rozwścieczony tym Bumyn zabił wysłannika Anagui, zrywając tym samym wszelkie kontakty z Rouran i wystąpił z podobną prośbą do cesarza Zachodniej Dynastii Wei (551 r.), która zakończyła się sukcesem. W 552 r. Bumyn uderzył zbrojnie na Rouran; Anagui popełnił samobójstwo, a jego następcy nie stanęli na wysokości zadania z powodu sporów wewnętrznych. Ostatecznie orda Rouran została rozbita (ok. 554/555 r.) przez Turkutów, Kitanów i cesarstwo Północnej dynastii Qi. 
Ponad 3 tys. Rouran zbiegło do Zachodniej Dynastii Wei (555 r.), gdzie ich przyjęto i osiedlono w stolicy, w Chang’anie. Wkrótce Turkuci przysłali poselstwo domagając się wydania wszystkich zbiegów. Chińczycy uczynili temu zadość i wymordowano wszystkich członków rodu panującego i arystokracji Rouran.
Najnowsze badania międzynarodowego zespołu złożonego m.in. z archeologów jak biologów, wykazały że grupa Rouran uciekła na zachód i w 558 r. pojawiła się w Europie na północnym przedpolu Kaukazu, gdzie została ochrzczona przez Bizantyńczyków mianem Awarów.

## Gospodarka
Podstawą ekonomiczną Rouran były głównie łupieskie wyprawy wojenne, zbieranie danin od ludów uzależnionych i pasterstwo. Zboże i tkaniny zdobywali w wyprawach na Chiny, przede wszystkim jednak otrzymywali je w drodze wymiany z ludnością żyznej doliny Turfanu. Towary luksusowe pochodziły prawie wyłącznie z Chin.

## Religia
System wierzeń Rouran odpowiadał wierzeniom innych nomadów Wielkiego Stepu. Wyznawali głównie szamanizm, ale ponieważ byli federacją różnych ludów od początku rozwijały się wśród nich różne religie, przede wszystkim zaś buddyzm. Do religii podchodzili tolerancyjnie i nie wykazywali żadnego fanatyzmu. Buddyści obok Chińczyków i miejscowych szamanów byli intelektualną warstwą ich społeczeństwa. Obyczaje były różnorodne i ulegały rozluźnieniu np. mniszki buddyjskie mogły mieć mężów. Przyczyną tej różnorodności i tolerancji był prawdopodobnie wspomniany wyżej mieszany skład etniczny i społeczny.